# حبيل الصلب (السياني)

تعديل مصدري - تعديل

حبيل الصلب محلة تابعة لقرية الحقلين، التابعة لعزلة وادي سير بمديرية السياني إحدى مديريات محافظة إب في الجمهورية اليمنية، بلغ تعداد سكانها 85 حسب تعداد اليمن لعام 2004.